# Tsuneo Watanabe
Tsuneo Watanabe (渡邉 恒雄 'Watanabe Tsuneo'?) (Tokio, 30 de mayo de 1926-Tokio, 19 de diciembre de 2024) fue un hombre de negocios japonés, dirigió Yomiuri Shimbun e influyó en las políticas de los deportes japoneses.

## Controversias
Cuando la J. League fue estabilizada, el insistió en que cada club de fútbol profesional deberá poner el nombre de la empresa dueña como nombre del club, en Europa y en los Estados Unidos, cada club de fútbol profesional tiene el nombre de su ciudad como nombre de equipo.
En agosto del 2004, renunció como presidente de los Gigantes de Yomiuri después de que fuera revelado que el club había violado las reglas al haber pagado 2 millones de yenes al pitcher prospecto, Yasuhiro Ichiba. Diez meses después, Watanabe fue contratado como presidente de los Gigantes de Yomiuri.
Cuando la Liga de Béisbol Profesional de Japón estuvo en una gran crisis porque un equipo colapsó y la liga se convirtió en dos ligas, la liga central y la liga del pacífico en 2005, el criticó al presidente de la asociación de jugadores de béisbol profesional de Japón, Atsuya Furuta por las peleas de Faruta en el mantenimiento de la liga en dos .